# Дервіш і смерть
«Дервіш і смерть» — роман югославського письменника Меші Селімовича. Створений у 1962—1966 роках твір був позитивно оцінений критиками й 1967 року приніс авторові НІН-ову нагороду за найкращу книгу сербохорватською мовою. Є численні згадки про номінацію Меші Селімовича на здобуття Нобелівської премії після виходу цього роману.
Створений на матеріалі давньої історії Боснії, твір отримав багато трактувань. Зокрема, стверджується, що він був створений як реакція на посилення диктатури Йосипа Броз Тіто в тогочасній Югославії. Згадується, також і особиста втрата автора: 1944 року його брат, учасник партизанського руху був розстріляний товаришами. Мистецтвознавцями досліджуються зв'язки твору з Кораном (цитується як епіграфи на початку розділів) і вченням суфізму, творами інших югославських авторів, філософським вченням екзистенціалізму. Творчість Селімовича порівнюють із Іво Андричем — єдиним югославським письменником-нобелівським лауреатом, Федором Достоєвським, Альбером Камю.
Присвячена дружині Дарці — книга принесла Селімовичу славу, кількадесят разів перевидана, як і ранні твори автора (переважно присвячені тематиці Другої світової війни), перекладена багатьма мовами. Двічі екранізована: 1972 в вигляді телесеріалу, а 1974 року за мотивами роману був відзнятий повнометражний однойменний фільм (режисер: Здравко Велімирович; у головній ролі: Воїслав Мирич).
Переклад роману Меші Селімовича українською здійснила Катерина Калитко, книга вийшла 2017-го р. у видавництві «Круговерть».

## Короткий виклад сюжету
Події роману розгортаються в Боснії часів османського володарювання. Розповідь ведеться від імені головного героя. 16 глав книги поділеної на дві частини мають епіграфи, як правило цитати з Корану.
Ахмед Нуруддін — колишній солдат османської армії веде усамітнене життя в сараєвській текії мевлевітського ордену дервішів. Він сорокарічний наставник цього монастиря, згідно з ученням суфіїв зрікся мирського життя та прагне відкинути саму свою особистість задля містичного з'єднання з Аллахом. Несправедливий суд над братом і його загибель повертають Ахмеда в світ людських пристрастей, політичних інтриг і визвольних змагань. Він досягає тимчасової перемоги в боротьбі з несправедливістю, спираючись на народне невдоволення. Однак отримана посада каді робить його знаряддям в системі гноблення та змушує діяти проти своїх переконань. Оплутаний інтригами досвідчених ворогів та роз'ятрений внутрішніми конфліктами Ахмед Нуруддін знаходить надію в молодому хлопцеві, який прийшов із його рідного села і, ймовірно, є його сином. Зрештою дервіш мусить прийняти загибель, що наближається, як до того прийняв необхідність повернення до світського життя. Перш ніж завершити свій щоденник молитвою, він записує:
|  | Живі нічого не знають. Навчіть мене, мертві, як померти безстрашно, без жаху. Адже смерть така ж абсурдна, як і життя. Оригінальний текст (серб.) Zivi ništa ne znaju. Poucite me, mrtvi, kako se moze umrijeti bez straha, ili bar bez uzasa. Jer, smrt je besmisao, kao i zivot. |

## Відгуки критиків, літературознавців
Сам Селімович написав цінну для аналізу його текстів книгу споминів Sjećanja. У ній він розкриває мотивацію написання твору в зв'язку з загибеллю брата, але закликає й повністю не ототожнювати історію Нураддіна зі своєю біографією та переживаннями.
Автор передмови до радянського видання 1969 року Лев Аннінський розглядає стилістичні особливості твору, встановлює його зв'язки з традиціями ісламу та творами класиків минулого і того часу. Жанрову специфіку твору досліджували Н. Яковлева, В. Вєдіна, М. Жулинський, А. Мещєряков, Л. Д. Щеголь. На противагу укладачам Літературного енциклопедичного словника, що визначають твір Селімовича як філософський роман-притчу, названі автори вважають його романом-параболою з історичним сюжетом або романом-параболою з історичним сюжетом та яскраво вираженим ліричним стрижнем.
Боснійський філолог-сходознавець академік Дуракович в дослідженні Поетичні й стилістичні функції епіграфу в романі Дервіш і смерть показує, що цитування Корану в книзі Селімовича є намірено неточним. Зокрема, цитата, що обрамляє текст усього роману
|  | Закликаю свідком час, початок і кінець світу — що кожна людина повік у збитках. Оригінальний текст (серб.) Pozivam za svjedoka vrijeme, pocetak i svršetak svega — daje svaki covjek uvijek na gubitku. |

відсилає до сури Корану, що говорить, насправді:
В ім'я всемилостивого, всемилосердного Бога.
1. Клянуся надвечір'ям перед заходом сонця!

2. Воістину, людина гине в омані,

3. Окрім тих, які увірували, творили добрі діла, заповідали одні одним істину й заповідали одні одним терпіння.
Сура 103 — «Надвечір'я перед заходом сонця»
(переклад Яреми Полотнюка)
Таким чином, автор змінює зміст цитованої сури на протилежний (якщо Коран говорить про спасіння праведних, то Селімович — про однакову лиху долю всіх людей). Використання подібних прийомів академік Дуракович розглядає як приклад інтертекстуальності та відносить роман Дервіш і смерть до постмодернічних текстів.